# Lovro Pogorelić
Lovro Pogorelić (Beograd, 1970.), hrvatski je pijanist međunarodnoga ugleda i redoviti profesor na Glazbenoj akademiji u Zagrebu. Mlađi je brat glasovitog hrvatskog pijanista Ive Pogorelića.

## Život i djelo
Prvu glazbenu poduku dobio je od oca Ivana, akademskog glazbenika. Kao dvanaestogodišnjak počeo je raditi s ruskim pijanistom i pedagogom Konstantinom Boginom i već sljedeće godine održao prvi recital. Redovito koncertira od 1987. godine, širom svijeta, kao solist i uz orkestre. Diplomirao je glasovir 1992. na Glazbenoj akademiji u Zagrebu u klasi prof. Zvjezdane Bašić. U Parizu se od 1993. godine usavršava pod pokroviteljstvom zaklade Crédit National, gdje je, uz brojne koncerte, snimio i CD s glazbom Modesta Petroviča Musorgskog i Skrjabina.
Posebno se izdvaja Pogorelićev niz recitala u Japanu (Osaka, Nagoya, Tokio), dvije kineske turneje kao i turneja sa Zoltánom Kocsisem i Mađarskom filharmonijom. Nastupao je i u Francuskoj, Kanadi, Sjedinjenim Državama, Južnoj Americi, Skandinaviji, Rusiji i diljem Europe. Hvaljene albume objavio je za francuske diskografske kuće Intrada i Lyrinx te njemački Denon. Dobitnik je Nagrade »Milka Trnina«. Utemeljitelj je i umjetnički voditelj umjetničkog festivala na otoku Pagu PagArtFestivala.